# Balekambang (Selomerto)
Balekambang is een bestuurslaag in het regentschap Wonosobo van de provincie Midden-Java, Indonesië. Balekambang telt 1631 inwoners (volkstelling 2010).